# Promozione Sicilia 1955-1956
La Promozione fu il massimo campionato regionale di calcio disputato in Sicilia nella stagione 1955-1956.
A ciascun girone, che garantiva al suo vincitore la promozione in IV Serie a condizione di soddisfare le condizioni economiche richieste dai regolamenti, partecipavano sedici squadre, ed era prevista la retrocessione delle quattro peggio piazzate, anche se erano possibili aggiustamenti automatici per ripartire fra le appropriate sedi locali le squadre discendenti dalla IV Serie.

## Composizione

### Squadre partecipanti
| Club                        | Città                          | Stagione precedente         |
| --------------------------- | ------------------------------ | --------------------------- |
| A.S. Acireale               | Acireale (CT)                  | 3º in Promozione            |
| U.S. Akragas                | Agrigento                      | 8º in Promozione            |
| A.S. Augusta                | Augusta (SR)                   | 11º in Promozione           |
| A.S. Canicattì              | Canicattì (AG)                 | 11º in Promozione           |
| U.S. Carleontina            | Carlentini (SR)                | 14º in Promozione           |
| S.S. Idria                  | Francofonte (SR)               | 2º in Prima Divisione gir.A |
| A.S. Igea Virtus Barcellona | Barcellona Pozzo di Gotto (ME) | 6º in Promozione            |
| U.S. Juventina Palermo      | Palermo                        | 2º in Prima Divisione gir.B |
| S.S. Leonzio                | Lentini (SR)                   | 2º in Promozione            |
| S.S. Milazzo                | Milazzo (ME)                   | 3º in Promozione            |
| U.S. Modica                 | Modica (RG)                    | 8º in Promozione            |
| Pol. Plutia                 | Piazza Armerina (EN)           | 1º in Prima Divisione gir.A |
| U.S. Ragusa                 | Ragusa                         | 6º in Promozione            |
| A.S. Ribera                 | Ribera (AG)                    | 1º in Prima Divisione gir.B |
| A.S. Termini Imerese        | Termini Imerese (PA)           | 13º in Promozione           |
| C.S. Vittoria               | Vittoria (RG)                  | 10º in Promozione           |

### Classifica finale
|  | Pos. | Squadra           | Pt | G  | V  | N  | P  | GF | GS | DR  |
|  | ---- | ----------------- | -- | -- | -- | -- | -- | -- | -- | --- |
|  | 1.   | Ragusa            | 40 | 30 | 15 | 10 | 5  | 49 | 30 | +19 |
|  | 2.   | Idria             | 36 | 30 | 13 | 10 | 7  | 46 | 33 | +13 |
|  | 3.   | Vittoria          | 35 | 30 | 13 | 9  | 8  | 38 | 32 | +6  |
|  | 4.   | Modica            | 33 | 30 | 11 | 11 | 8  | 32 | 28 | +4  |
|  | 5.   | Acireale          | 32 | 30 | 11 | 10 | 9  | 50 | 33 | +17 |
|  | 5.   | Akragas ( -1 )    | 32 | 30 | 14 | 5  | 11 | 32 | 25 | +7  |
|  | 7.   | Leonzio           | 31 | 30 | 10 | 11 | 9  | 38 | 35 | +3  |
|  | 8.   | Termini Imerese   | 30 | 30 | 11 | 8  | 11 | 39 | 40 | -1  |
|  | 9.   | Plutia            | 29 | 30 | 8  | 13 | 9  | 38 | 32 | +6  |
|  | 9.   | Ribera            | 29 | 30 | 12 | 5  | 13 | 37 | 42 | -5  |
|  | 9.   | Milazzo           | 29 | 30 | 9  | 11 | 10 | 32 | 37 | -5  |
|  | 9.   | Canicattì         | 29 | 30 | 11 | 7  | 12 | 29 | 37 | -8  |
|  | 13.  | Juventina Palermo | 28 | 30 | 11 | 6  | 13 | 47 | 48 | -1  |
|  | 14.  | Igea Virtus       | 27 | 30 | 10 | 7  | 13 | 33 | 38 | -5  |
|  | 15.  | Carleontina       | 11 | 30 | 2  | 7  | 21 | 19 | 58 | -39 |
|  | 16.  | Augusta ( -24 )   | 4  | 30 | 11 | 6  | 13 | 45 | 49 | -4  |

Verdetti
- Ragusa promossa in IV Serie.
- Juventina e Igea Virtus ripescate per motivi ignoti.
- Augusta e Carleontina retrocessi in Prima Divisione.